# كورة بلدنا
برنامج كورة بلدنا هو برنامج تلفزيوني أسبوعي رياضي يذاع على قناة الحدث اليوم متخصص في عرض وتحليل كامل لمباريات ولقاءات الدوري المصري الممتاز ب والقسم الثالث والقسم الرابع ودوري مراكز الشباب ويقدمه الإعلامي عبد الناصر زيدان ويديره محمود صلاح.

## فكرة البرنامج
بعد إلغاء بطولة الدوري المصري الممتاز لموسمين متتاليين 2011/2012 و 2012/13 ، جاءت فكرة برنامج كورة بلدنا لتحليل البطولات المصرية المقامة في ذلك التوقيت وهي مباريات الدوري المصري الممتاز ب والقسم الثالث والرابع ودوري مراكز الشباب مع تلك المباريات عرض مشاكل الأندية المصرية ومراكز الشباب وباستضافة نجوم الكرة المصرية، وبمجرد طرح الفكرة من صاحبها الإعلامي عبد الناصر زيدان على الإعلامي محمد العمري رئيس قناة القاهرة وافق عليها مباشرة وبدأت مسيرة برنامج كورة بلدنا.

## عن البرنامج
بدأ برنامج كورة بلدنا أولى حلقاته يوم الخميس 19 ديسمبر 2013 على قناة القاهرة من تقديم الإعلامي أيمن عبد الصادق ومعه ضيفين ثابتين هما الإعلامي عبد الناصر زيدان والناقد الرياضي محمد باهي بالإضافة إلى نخبة من أحسن المراسلين والمعلقين والمصورين لعرض لقطات ولقاءات من الدوري الممتاز ب موسم 2013/14.
وعلى مدار ثلاثة مواسم حقق برنامج كورة بلدنا شهرة واسعة على مستوى جمهورية مصر العربية، ولكن تعرض البرنامج لعدد من الصدمات لعل أبرزها مطالبة الاتحاد المصري لكرة القدم بوقف البرنامج، وفي أبريل 2016 انتهت مسيرة برنامج كورة بلدنا في ماسبيرو وتبدأ مسيرة جديدة.
ثم انتقل برنامج كورة بلدنا إلى قناة الحدث اليوم وتم عرض أولى حلقاته يوم الخميس 28 أبريل 2016.

## ضيوف البرنامج
استضاف برنامج كورة بلدنا العديد والعديد من الشخصيات الرياضية الكبيرة ومن هذه الشخصيات جمال علام رئيس الإتحاد المصري لكرة القدم ، وعصام عبد المنعم وسمير زاهر الرؤساء السابقون للإتحاد المصري لكرة القدم، عزمي مجاهد المدير الإعلامي لإتحاد الكرة المصري، حسام البدري المدير الفني للمنتخب الأوليمبي، والكابتن محمود بكر المعلق الرياضي.

## تكريم البرنامج
مع استمرار مسيرة برنامج كورة بلدنا أصبح البرنامج هو الأفضل في مصر من حيث عرض مسابقات وبطولات المظاليم وكُرم البرنامج أكثر من تكريم، حيث كُرم البرنامج من نادي الأسيوطي سبورت برئاسة محمود الأسيوطي، كما كُرم من نادي النصر برئاسة الدكتورة سحر عبد الحق، وكُرم من نادي الشرقية برئاسة الدكتور حمدي مرزوق، وبنهاية سنة 2014 كُرم البرنامج بأفضل برنامج رياضي على قناة القاهرة وبعدها بأيام كُرم على قناة 3bc بأفضل برنامج رياضي متخصص في مسابقات وبطولات المظاليم.
ليس هذا فقط بل تم دمج برنامج كورة بلدنا بعدة برامج شهيرة لعرض أهداف ولقاءات مباريات الدوري المصري الممتاز ب ومن هذه البرامج برنامج مساء الأنوار على قناة النهار رياضة وعلى قناة تن وعلى قناة أون تي في وبرنامج مساء الأنوار كمان وكمان على قناة MBC مصر 2 للإعلامي مدحت شلبي ، وبرنامج نايل كورة على قناة نايل سبورت للإعلامي خالد لطيف، وبرنامج حلم الترقي على إذاعة الشباب والرياضة للإعلامي كمال جابر.

## وصلات خارجية
- الموقع الرسمي الجديد برنامج كورة لايف